# Pixel 9
O Pixel 9, Pixel 9 Pro e Pixel 9 Pro XL são um grupo de smartphones Android concebidos, desenvolvidos e comercializados pela Google como parte da linha de produtos Google Pixel. Servem como sucessores do Pixel 8 e do Pixel 8 Pro, respetivamente. Ostentando um aspeto redesenhado e equipados com o sistema no chip Google Tensor de quarta geração, os telefones estão fortemente integrados com as capacidades de inteligência artificial da marca Gemini.
O Pixel 9, Pixel 9 Pro e Pixel 9 Pro XL foram anunciados oficialmente a 13 de agosto de 2024, no evento anual Made by Google, foram e serão lançados nos Estados Unidos a 22 de agosto e 4 de setembro.

## História
A série Pixel 9 foi aprovada pela Comissão Federal de Comunicações (CFC) em julho de 2024. Depois de visualizar o modelo Pro no mesmo mês, a Google anunciou oficialmente o Pixel 9, Pixel 9 Pro e Pixel 9 Pro XL no dia 13 de agosto, juntamente com o Pixel 9 Pro Fold e o Pixel Watch 3, no evento anual Made by Google. Vários observadores repararam no momento invulgarmente precoce do evento de lançamento, que tradicionalmente se realizava em outubro, após o lançamento anual do novo iPhone 16 pela Apple. Os comentadores descreveram isto como uma tentativa de “ofuscar” a Apple, a sua rival de longa data, e demonstrar as suas proezas em inteligência artificial. Todos os três telefones ficaram disponíveis para encomenda no próprio dia; o Pixel 9 e o Pixel 9 Pro XL foram disponíveis a 22 de agosto, enquanto o Pro foi disponível a 4 de setembro, este último juntamente com o Pixel 9 Pro Fold.

## Especificações

### Design
| Pixel 9                                  | Pixel 9                                   | Pixel 9                                   | Pixel 9                                   |                                               | Pixel 9 Pro and 9 Pro XL                     | Pixel 9 Pro and 9 Pro XL                     | Pixel 9 Pro and 9 Pro XL                      | Pixel 9 Pro and 9 Pro XL |
| Diagram of a Pixel 9 smartphone in pink. | Diagram of a Pixel 9 smartphone in green. | Diagram of a Pixel 9 smartphone in white. | Diagram of a Pixel 9 smartphone in black. | Diagram of a Pixel 9 Pro smartphone in white. | Diagram of a Pixel 9 Pro smartphone in pink. | Diagram of a Pixel 9 Pro smartphone in gray. | Diagram of a Pixel 9 Pro smartphone in black. |                          |
| Peónia                                   | Wintergreen                               | Porcelana                                 | Obsidiana                                 | Porcelana                                     | Quartzo Rosa                                 | Avelã                                        | Obsidiana                                     |                          |

#### Google Pixel 9
O Pixel 9 tem um ecrã OLED de 6,3 polegadas com uma resolução de 1080 x 2424 pixels e uma taxa de atualização que varia entre 60 Hz e 120 Hz. O painel tem 1.800 nits de brilho local e 2.700 nits de brilho máximo. O ecrã está também protegido pelo revestimento Corning Gorilla Glass Victus 2.
Para a ótica, o dispositivo continua a apresentar uma configuração de câmara traseira dupla, compreendendo uma lente grande angular de 50 megapixels e uma lente ultra grande angular de 48 megapixels. O dispositivo suporta Super Res Zoom até 8x, permitindo aos utilizadores captar imagens detalhadas mesmo à distância.
Vem com uma bateria de 4700mAh com suporte para carregamento rápido de 45W e é também compatível com carregamento sem fios. O Pixel 9 vem com 12 GB de RAM e oferece opções de armazenamento de 128 GB e 256 GB.
Existem quatro cores disponíveis: Peónia (rosa), Wintergreen (verde claro), Porcelana (cru ou esbranquiçado) e Obsidiana (cinza carvão escuro).

#### Google Pixel 9 Pro
O Pixel 9 Pro apresenta um painel LTPO OLED de 6,3 polegadas com revestimento Corning Gorilla Glass Victus 2, uma resolução mais elevada de 1280 x 2856 pixels e uma taxa de atualização adaptativa que pode variar de 1 Hz a 120 Hz. O sistema de câmara do Pixel 9 Pro foi atualizado com uma configuração traseira tripla, adicionando uma lente telefoto de 48 megapixels à mistura. A configuração da câmara principal inclui também uma câmara ampla Octa PD de 50 megapixéis e uma câmara ultralarga Quad PD de 48 megapixéis.
Existem quatro cores disponíveis: Quartzo Rosa (rosa claro), Hazel (um verde acinzentado médio), Porcelana (cru ou esbranquiçado) e Obsidiana (um cinzento carvão escuro).

#### Google Pixel 9 Pro XL
Tem um ecrã OLED LTPO maior de 6,8 polegadas e 24 bits com revestimento Corning Gorilla Glass Victus 2 e uma resolução de 1344 x 2992 pixels. Tal como o seu irmão Pro, é alimentado pelo processador Tensor G4 e possui o mesmo sistema de câmara traseira tripla, capaz de atingir um zoom Super Res de 30x.
As mesmas quatro cores do Pro também estão disponíveis para o Pro XL: Quartzo Rosa (rosa claro), Hazel (verde acinzentado médio), Porcelana (cru ou esbranquiçado) e Obsidiana (cinza carvão escuro).

### Hardware

#### Google Pixel 9
O Pixel 9 está equipado com o processador Tensor G4 da Google, emparelhado com o coprocessador de segurança Titan M2, prometendo não só um desempenho rápido, mas também segurança de hardware multicamadas.

#### Google Pixel 9 Pro
O Pixel 9 Pro também tem uma bateria de 4700mAh, e o dispositivo suporta ambos com fio de 45W, tal como o Pixel 9. O suporte para carregamento sem fios também está disponível aqui. O Pixel 9 Pro está equipado com 16 GB de RAM e oferece capacidades de armazenamento de 128 GB a 1 TB.

#### Google Pixel 9 Pro XL
Tem uma bateria relativamente maior com 5.060mAh. O dispositivo está disponível com 16 GB de RAM e é oferecido numa vasta gama de opções de armazenamento, incluindo 128 GB, 256 GB, 512 GB e 1 TB.

### Software

#### Capturas de ecrã do Pixel
Em agosto de 2024, a Google anunciou uma nova aplicação baseada em IA chamada Pixel Screenshots para a sua série Pixel 9, que permite aos utilizadores guardar, organizar e recuperar informações de capturas de ecrã.
A funcionalidade utiliza o modelo Gemini Nano AI da Google no dispositivo para analisar o conteúdo das capturas de ecrã, torná-las pesquisáveis e reapresentá-las.

## Marketing
Uma transmissão em direto "after party" apresentada pela atriz Keke Palmer e com participações de celebridades seguiu-se ao evento Made by Google.

## Controvérsias
A Google ameaçou os influenciadores com o fim da relação, a menos que preferissem o Pixel a outros telefones.